# 小玉晃 (歌手)
小玉 晃（こだま あきら、1969年4月14日 - ）は、クラシック音楽の声楽家（バリトン）。

## 経歴
奈良県出身。京都市立芸術大学大学院修了。その後オーストリアに渡り、ペーター・シュライアー、エリー・アーメリング、エルンスト・ヘフリガーに師事。ウィーン国立音楽大学大学院修了。これまでに、サントリー1万人の第九やパナソニック合唱団を指導。現在、関西二期会会員。

## 受賞
- J.S.G.国際歌曲コンクール第1位
- 青山音楽賞